# Francesco Maria Correale
Francesco Maria Correale (né le 29 juillet 1801 à Naples et mort le 9 janvier 1884 à Naples), comte de Terranova, est un entrepreneur et homme politique italien, ayant été nommé sénateur à vie en 1861.

## Biographie
Francesco Maria Correale est le fils de Nicola Vincenzo Correale (1755-1835) et de Laura Mormile. Il descend d'une famille noble originaire de Sorrente et héritera du titre de comte de Terranova, porté par son père bien que ce-dernier l'utilisait originellement comme un titre d'usage, c'est-à-dire sans en être légitimement le propriétaire.
Ayant pris part au mouvement politique s'opposant à la famille des Bourbon-Siciles, Francesco Maria Correale est nommé député au Parlement de Naples, pour le royaume des Deux-Siciles, de 1848 à 1849.
Le 20 janvier 1861, juste après l'unification de la péninsule italienne et la création du royaume d'Italie, il est nommé sénateur à vie. Il renonce cependant à sa charge de sénateur en décembre 1875, à l'âge de 74 ans.
Ayant épousé en 1825 Maria Clelia Colonna, descendante d'une famille princière romaine, il décède au début de l'année 1884 à Naples en laissant six enfants. Ses fils Alfredo et Pompeo Correale seront les fondateurs du Musée Correale à Sorrente tandis que sa fille Matilde Correale, héritière des biens de la famille après la mort de ses deux frères, sera la grand-mère du militaire, député et sportif Giovanni Maresca Donnorso (1893-1971).